# 柳坪乡
柳坪乡，是中华人民共和国安徽省安庆市宿松县下辖的一个乡镇级行政单位。

## 行政区划
柳坪乡下辖以下地区：
邱山村、龙河村、长溪山村、柳坪村、大坂村、蒲河村和大地村。

## 中国传统村落
2013年8月，大地村获评第二批中国传统村落。